# Annibale Pagliarin

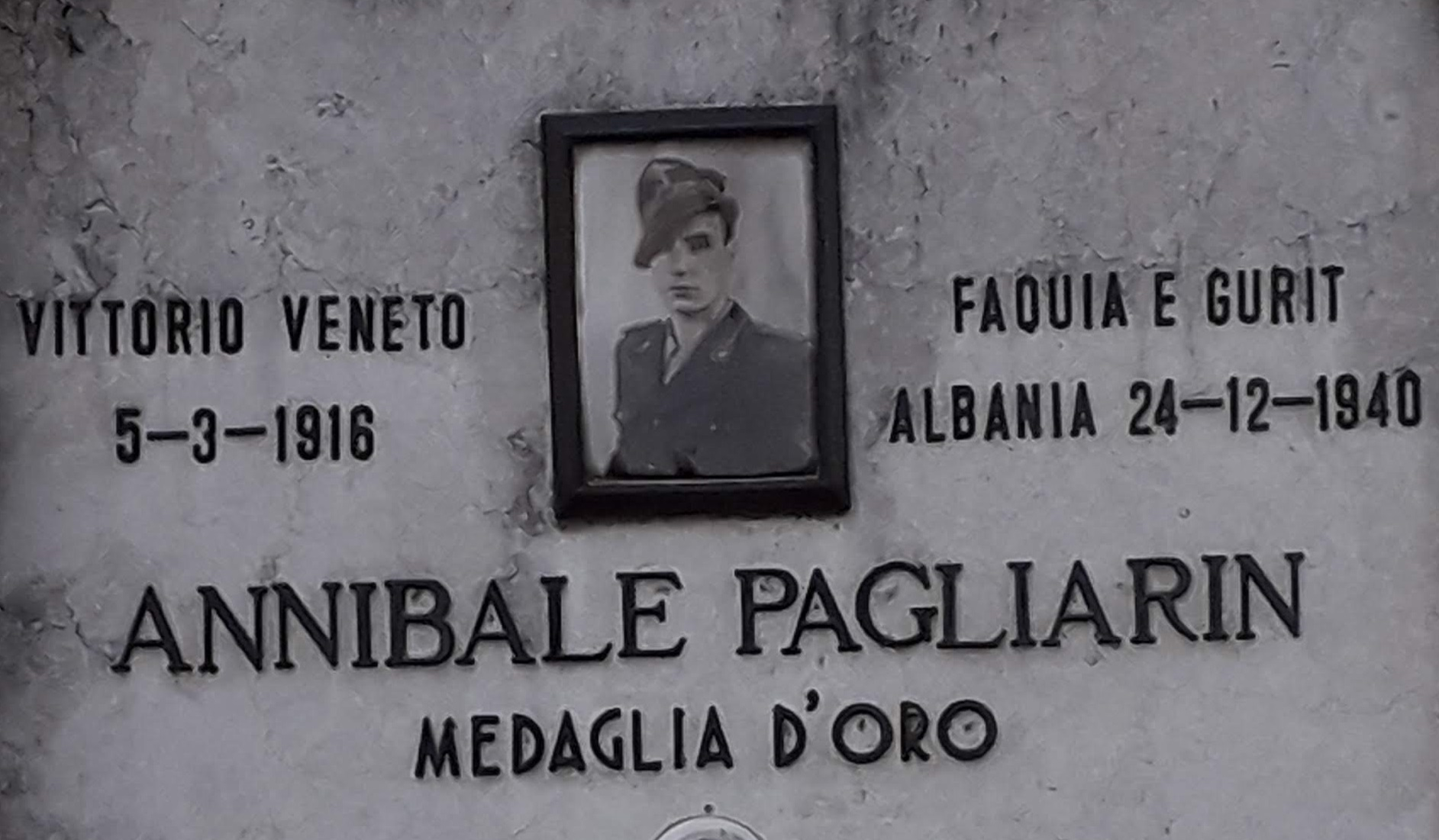

Annibale Pagliarin (Vittorio Veneto, 5 marzo 1916 – Faqja Gurit, 24 dicembre 1940) è stato un militare italiano, decorato con la medaglia d'oro al valor militare alla memoria durante la seconda guerra mondiale.

## Biografia
Nacque a Vittorio Veneto il 5 marzo 1916, figlio di Antonio e Maria Valese. Dopo aver conseguito la licenza l’Istituto tecnico della sua città natale, si trasferì a Pavia iniziando a lavorare come meccanico specializzato nello stabilimento della Necchi. Chiamato a prestare servizio militare di leva, nel maggio del 1937 viene ammesso alla Scuola Militare di alpinismo di Aosta. Promosso caporale nel mese di agosto, fu mandato a prestare servizio nel 7º Reggimento alpini, e nel maggio del 1938 venne promosso sergente.
Congedatosi, fu richiamato in servizio nell'agosto del 1939, assegnato alla compagnia comando del battaglione alpini "Valle Arroscia" in qualità di furiere. 
All'entrata in guerra del Regno d'Italia, il 10 giugno 1940, è promosso sergente maggiore e combatte sul fronte occidentale contro la Francia. Trasferito all'8ª compagnia del battaglione alpini "Pieve di Teco", allora in forza al 1º Reggimento alpini, il 13 dicembre 1940 partì per l'Albania, dove combatté sul fronte greco. In forza al 2º plotone fucilieri, nelle giornate del 22-24 dicembre 1940, la posizione dove si trovava, sul Faqja Gurit, venne sottoposta a violento fuoco nemico, ed egli rimase ferito in varie parti del corpo. Noncurante delle ferite riportate, continuò a combattere fino a quando, colpito per tre volte alla testa, morì sul campo. Per il coraggio dimostrato in questo frangente venne decorato con la medaglia d'oro al valor militare alla memoria.
A lui Filippo Tommaso Marinetti dedica un capitolo ("simultaneità") del poema Canto eroi e macchine della guerra mussoliniana.

### Fonti
1. 1 2 3 4 5 6 7  Bianchi, Cattaneo 2011, p. 243.
2. ↑  Tessari 2010, p. 169.
3. 1 2 3  Chiappa 1972, p. 7.
4. ↑  Gruppo Medaglie d'Oro al Valor Militare 1965, p. 510.
5. ↑   Filippo Tommaso Marinetti, Canto eroi e macchine della guerra mussoliniana, Mondadori, 1942,  p. 180.
6. ↑  Sito web del Quirinale: dettaglio decorato.
7. ↑  Registrato alla Corte dei Conti il 31 gennaio 1942, registro 4 guerra, foglio 144.

### Periodici
- Costantino Chiappa, Le Medaglia d'Oro al Valor Militare (1929-1941) Vol.1, in Genova Alpina, n. 11/12, Genova, Sezione ANA di Genova, novembre-dicembre 1972.